# 桐渓順忍
桐溪 順忍（きりたに じゅんにん、1895年 - 1985年10月4日）は、日本の仏教学者。浄土真宗の僧。
富山県生まれ。1924年龍谷大学研究科修了。中央仏教学院講師、龍谷大学教授。1966年定年退任、名誉教授。浄土真宗本願寺派勧学寮頭。

## 著書
- 『真宗に就いて 仏教新興叢書』興教書院 1939
- 『五悪段に現れたる人間苦の救い』顕道書院 1940
- 『現代に忘れられてるもの 桐渓順忍集 昭和仏教全集』教育新潮社 1961
- 『正信偈に聞く』教育新潮社 1963
- 『親鸞はなにを説いたか 桐渓順忍集 昭和仏教全集』教育新潮社 1964
- 『救済成立の根源 救済の成立の論理』永田文昌堂 五柳叢書 1965
- 『教行信証に聞く』教育新潮社 1966-70
- 『他力ということ』百華苑 仏教文化研究会双書 1968
- 『親鸞への問と答』百華苑 1971
- 『現代真宗名講話全集 ほのかなるともし火』教育新潮社 1973
- 『教行信証に聞く 別巻』教育新潮社 1980
- 『救済の論理 米寿記念出版』教育新潮社 1982
- 『講座真宗の安心論題』教育新潮社 1983
- 『風の吹かない日』探究社 1984
- 『桐渓和上最期の法話』教育新潮社 伝道新書 1986
- 『私との対話 桐渓順忍和上法話集』浄土真宗本願寺派本願寺築地別院編 同朋舎出版 1990

## 論文
- Cinii

## 注
1. ↑  『人物物故大年表』
2. ↑  『講座真宗の安心論題』著者紹介